# Elektrometer
Een elektrometer is een meetinstrument dat gebruikt wordt voor het vaststellen van elektrische ladingen (elektroscoop) of voor het meten van elektrische spanningen (elektrostatische voltmeter).
De werking van de elektrometer berust op de elektrostatische kracht (coulombkracht) tussen elektrische ladingen. Hierbij geldt dat gelijke ladingen elkaar afstoten terwijl ongelijke ladingen elkaar aantrekken. In tegenstelling tot bijvoorbeeld de galvanometer onttrekt een elektrometer geen (of bijna geen) stroom uit te meten schakeling.
Er zijn verschillende types, van historisch handgemaakte mechanische instrumenten tot precisie-elektronische apparaten. Moderne elektrometers, gebaseerd op vacuümbuis- of halfgeleidertechnologie, worden toegepast om spanningen en ladingen te meten bij extreem lage lekstromen (vaak minder dan 1 femtoampère).

## Historische elektrometers

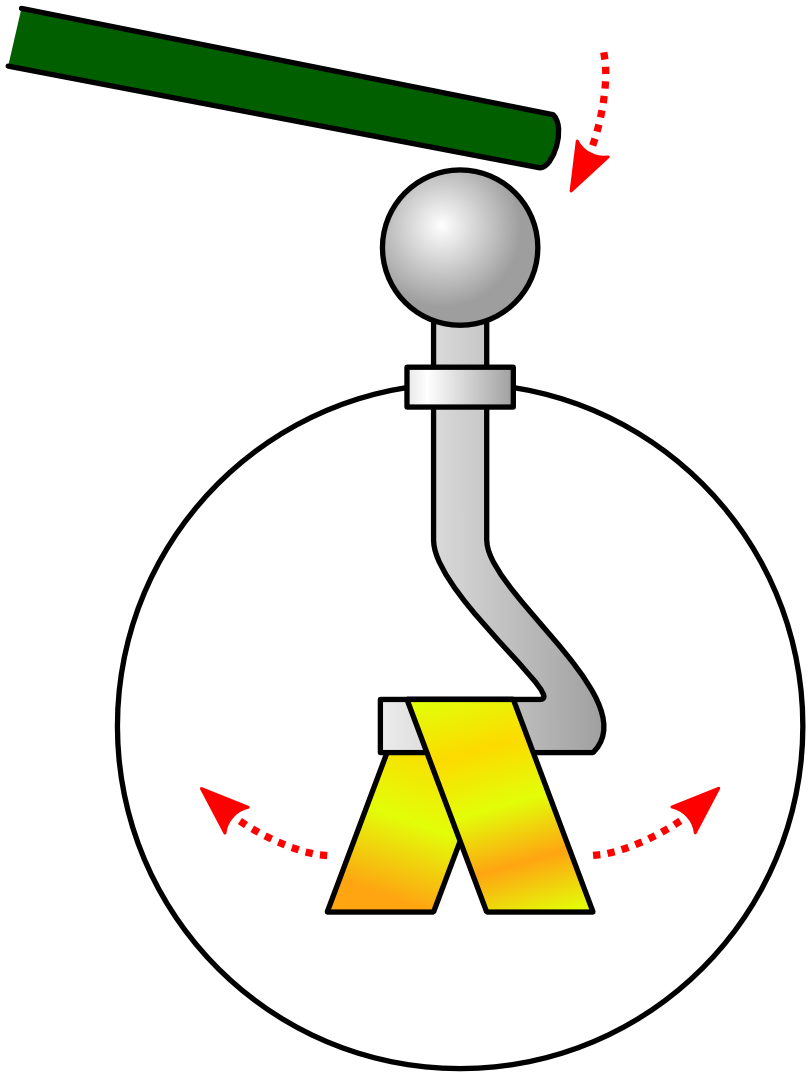
Principe elektroscoop

De elektroscoop was een van de eerste instrumenten die werden gebruikt om de aanwezigheid van elektrische lading aan te tonen. De bekendste uitvoering is de bladgoudelektroscoop. Deze bestaat uit twee dunne blaadjes van goud opgehangen aan een geïsoleerde elektrode. Wanneer de elektrode wordt geladen door influentie of door aanraking dan krijgen de goudblaadjes een gelijke lading en stoten ze – als gevolg van de coulombkracht – elkaar af.
Een speciale uitvoering van de elektroscoop is de bipolaire elektroscoop van Friedrich von Bohnenberger, waarmee niet alleen de aanwezigheid van de lading aangetoond kan worden, maar ook of deze positief en negatief is. Deze elektroscoop bestaat uit een enkel goudblad die symmetrisch opgehangen is tussen twee geleidende platen. Deze platen zijn op hun beurt verbonden met de twee polen van een droge celbatterij. Afhankelijk van de polariteit van de lading beweegt het blad naar de positieve of negatieve pool van de batterij.
Als meetinstrument wordt de elektroscoop tegenwoordig weinig meer toegepast. Het apparaat wordt vooral gebruikt in het onderwijs, om op eenvoudige wijze lading aanschouwelijk te maken.

### Kwadranten-elektrometer
De kwadranten-elektrometer, uitgevonden in 1867 door William Thomson, bestaat uit kwadrantsegmenten – metalen plaatjes die in twee vlakken op geringe afstand zijn bevestigd. Tussen de beide kwadrantvlakken hangt een draaibaar de wijzer, een lichte lemniscaatvormige metalen vaan aan een dunne kwartsdraad waaraan een klein spiegeltje is bevestigd. Via een lichtbron uitgezonden lichtstraal wordt vervolgens de uitslaghoek van het spiegeltje geprojecteerd op een gekalibreerde meetschaal.

### Capillaire elektrometer

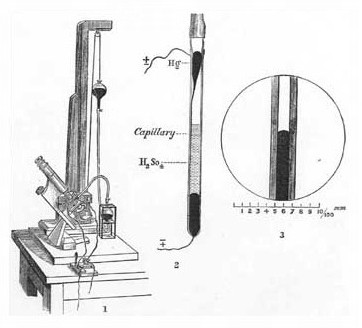
Capillaire elektrometer (1872)

De capillaire elektrometer, uitgevonden door Gabriel Jonas Lippmann, is een meetinstrument voor het detecteren van kleine veranderingen in elektrische spanningen. Met behulp van dit instrument lukte het Étienne-Jules Marey in 1876 om de hartactiestromen van een kikker en een schildpad vast te leggen. Later, in 1887, wist Augustus Desiré Waller hiermee het eerste elektrocardiogram van een mens te maken.

### Elektrostatische elektrometer
Bij de elektrostatische voltmeter wordt het meetgedeelte gevormd door een condensator met een zeer kleine capaciteit, waarvan één plaat vast is opgesteld en één plaat beweegbaar. Als er een spanning op de condensator wordt aangebracht dan ontstaat tussen de platen een elektrostatische kracht. Hierdoor wijzigt de afstand tussen de platen, en dus de capaciteit met als gevolg een verschuiving in ladingdragers over de condensator. Het wisselstroomsignaal dat door deze ladingverschuiving ontstaat wordt versterkt en is een directe maat van de te meten gelijkspanning aangebracht over de condensator. De ingangsimpedantie van deze elektrometer wordt voornamelijk bepaald door de lekweerstand van de condensator.

## Moderne elektrometers
In modern taalgebruik is een elektrometer een zeer gevoelige elektronische voltmeter waarvan de ingangsimpedantie zo hoog is dat aangenomen kan worden dat de stroom die erin gaat (voor praktische doeleinden) nul is. Ze worden toegepast in de nucleaire natuurkunde omdat ze de zeer kleine stralingsstroompjes kunnen versterken.

### Vacuümbuiselektrometer
In deze elektrometers wordt een zuivere (unbiased) vacuümbuis gebruikt met een zeer hoge versterkingsfactor (transconductance). De ingangsstroom loopt naar een stuurrooster met een hoge ingangsweerstand. De op de stuurrooster gegenereerde spanning wordt vervolgens enorm versterkt in het anodecircuit van de vacuümbuis.
De betere types van deze buizen hebben lekstromen zo klein als een paar femtoampère (10−15 A). Deze buizen zijn zo gevoelig dat ze beschadigd kunnen worden indien ze zonder handschoenen worden vastgepakt omdat de op de glazen behuizing achtergelaten zouten een extra pad voor lekstromen vormt.

### Halfgeleiderelektrometer
Alle moderne elektrometer zijn voorzien van halfgeleidertechnologie (FET's), aansluitingen voor extern meetapparatuur en soms voorzien van een display, data-logging mogelijkheden en/of een hoogspanningsvoeding. Deze elektrometers zijn vaak uitgevoerd als multifunctionele meetinstrumenten - naast spanning kunnen ze ook lading, weerstand en stroom meten.
De in elektrometer aanwezige FET-versterker versterkt het zwakke ingangsstroompje zodat deze eenvoudig te meten is. Vaak wordt gebruikgemaakt van een spanningsbalansprincipe - de te meten ingangsspanning wordt hierbij vergeleken met een interne referentiespanning door middel van een schakeling met een zeer hoge ingangsimpedantie (in de orde van 1014 Ω).